# بیلی سیمپسون (بازیکن فوتبال، زاده ۱۸۷۸)
بیلی سیمپسون (انگلیسی: Billy Simpson؛ ۱۸۷۸ – ۱۹۶۲) بازیکن فوتبال اهل بریتانیا بود.
از باشگاه‌هایی که در آن بازی کرده است می‌توان به باشگاه فوتبال لینکولن سیتی و باشگاه فوتبال ساندرلند اشاره کرد.